# Зофянув
Зофянув (пол. Zofianów) — село в Польщі, у гміні Біла-Равська Равського повіту Лодзинського воєводства.
Населення — 146 осіб (2011).
У 1975-1998 роках село належало до Скерневицького воєводства.

## Демографія
Демографічна структура станом на 31 березня 2011 року:
|          | Загалом | Допрацездатний вік | Працездатний вік | Постпрацездатний вік |
| -------- | ------- | ------------------ | ---------------- | -------------------- |
| Чоловіки | 70      | 13                 | 49               | 8                    |
| Жінки    | 76      | 18                 | 38               | 20                   |
| Разом    | 146     | 31                 | 87               | 28                   |